# Psaliodes porcia
Psaliodes porcia là một loài bướm đêm trong họ Geometridae.